# Zemio
Zemio – miasto w Republice Środkowoafrykańskiej w prefekturze Haut-Mbomou. Miasto jest ośrodkiem administracyjnym podprefektury Zemio. Według danych statystycznych w 2003 r. miejscowość wraz z całą podprefekturą zamieszkiwało ok. 14 tys. mieszkańców.